# Heorhij Soedakov
Heorhij Viktorovytsj Soedakov (Oekraïens: Георгій Вікторович Судаков; Brjanka, 1 september 2002) is een Oekraïens voetballer die doorgaans speelt als middenvelder. In oktober 2020 debuteerde hij voor Sjachtar Donetsk. Soedakov maakte in 2021 zijn debuut in het Oekraïens voetbalelftal.

## Clubcarrière
Soedakov speelde in de jeugd van Sokil Brianka en kwam via Metalist Charkiv terecht in de jeugdopleiding van Sjachtar Donetsk. Hier maakte hij in het seizoen 2020/21 zijn debuut in het eerste elftal. Op 21 oktober 2020 deed hij voor het eerst mee, toen in de UEFA Champions League gespeeld werd op bezoek bij Real Madrid. Door doelpunten van Tetê, Raphaël Varane (eigen doelpunt) en Manor Solomon leidde Sjachtar bij rust met een marge van drie. In de tweede helft deden Luka Modrić en Vinícius Júnior wat terug, waardoor de Oekraïners met 2–3 wonnen. Soedakov moest van coach Luís Castro als reservespeler aan het duel beginnen en hij mocht vier minuten voor het einde van de wedstrijd invallen voor Dentinho.
Zijn eerste doelpunt volgde negen dagen later, in de Premjer Liha tegen FK Marioepol. Na de openingstreffer van Taison verdubbelde Soedakov de voorsprong. Alan Patrick maakte vanuit een strafschop de derde treffer, waarna Serhij Horboenov een tegendoelpunt maakte. Het slotakkoord was voor Taison, die met zijn tweede doelpunt de uitslag bepaalde op 4–1. Een dag na zijn eerste doelpunt zette de middenvelder zijn handtekening onder een nieuwe verbintenis, tot medio 2025. In februari 2022 werd dit contract opengebroken en met anderhalf jaar verlengd, tot eind 2026. In het voorjaar van 2023 gebeurde dit opnieuw en kwam Soedakov vast te liggen tot eind 2028.

## Clubstatistieken
| Seizoen | Club             | Competitie   | Competitie | Competitie | Beker | Beker | Internationaal | Internationaal | Totaal | Totaal |
| Seizoen | Club             | Competitie   | Wed.       | Dlp.       | Wed.  | Dlp.  | Wed.           | Dlp.           | Wed.   | Dlp.   |
| ------- | ---------------- | ------------ | ---------- | ---------- | ----- | ----- | -------------- | -------------- | ------ | ------ |
| 2020/21 | Sjachtar Donetsk | Premjer Liha | 10         | 1          | 1     | 0     | 3              | 0              | 14     | 1      |
| 2021/22 | Sjachtar Donetsk | Premjer Liha | 10         | 4          | 1     | 0     | 3              | 0              | 14     | 4      |
| 2022/23 | Sjachtar Donetsk | Premjer Liha | 29         | 5          | 0     | 0     | 10             | 0              | 39     | 5      |
| 2023/24 | Sjachtar Donetsk | Premjer Liha | 23         | 6          | 3     | 2     | 8              | 2              | 34     | 10     |
| 2024/25 | Sjachtar Donetsk | Premjer Liha | 25         | 13         | 4     | 0     | 8              | 2              | 37     | 15     |
| Totaal  | Totaal           | Totaal       | 97         | 29         | 9     | 2     | 32             | 4              | 138    | 35     |

Bijgewerkt op 18 juni 2025.

## Interlandcarrière
Soedakov werd in april 2021 door bondscoach Andrij Sjevtsjenko opgenomen in de voorselectie van het Oekraïens voetbalelftal voor het uitgestelde EK 2020. Op dat moment had hij nog geen interlands achter zijn naam staan. Zijn debuut in de nationale ploeg maakte hij tijdens de voorbereiding op dat toernooi, op 23 mei. Tijdens een vriendschappelijke wedstrijd tegen Bahrein mocht hij van Sjevtsjenko in de rust invallen voor Taras Stepanenko. Door doelpunten van Sayed Dhiya Saeed en Viktor Tsyhankov eindigde het duel in 1–1. De andere Oekraïense debutant dit duel was Denys Popov (Dynamo Kiev). In juni nam Sjevtsjenko hem ook op in zijn definitieve selectie. Op het toernooi werd Oekraïne in de kwartfinales uitgeschakeld door Engeland (0–4), nadat in de groepsfase was verloren van Nederland (3–2) en Oostenrijk (0–1), gewonnen van Noord-Macedonië (2–1) en in de achtste finales werd na verlengingen gewonnen van Zweden (1–2). Soedakov kwam niet in actie. Zijn toenmalige teamgenoten Anatolij Troebin, Serhij Kryvtsov, Taras Stepanenko, Marlos, Andrij Pjatov en Mykola Matvijenko (allen eveneens Oekraïne) waren ook actief op het EK.
Zijn eerste interlanddoelpunt maakte Soedakov op 14 oktober 2023 tijdens zijn tiende optreden in de nationale ploeg. Op die dag werd een kwalificatiewedstrijd voor het EK 2024 gespeeld tegen Noord-Macedonië. In de dertigste minuut opende Soedakov, die van bondscoach Serhij Rebrov in de basisopstelling mocht beginnen, de score. Uiteindelijk werd het 2–0 doordat ook Oleksandr Karavajev scoorde. Op dat moment was Soedakov al naar de kant gehaald ten faveure van Oleksandr Svatok.
In mei 2024 werd Soedakov door bondscoach Serhij Rebrov opgenomen in de selectie van Oekraïne voor het EK 2024 in Duitsland. Oekraïne werd in de groepsfase uitgeschakeld na een nederlaag tegen Roemenië (3–0), een overwinning op Slowakije (1–2) en een gelijkspel tegen België (0–0). Soedakov kwam op het EK in alle duels in actie. Zijn toenmalige clubgenoten Joechym Konoplja, Taras Stepanenko, Oleksandr Zoebkov, Valerij Bondar, Mykola Matvijenko (allen eveneens Oekraïne) en Giorgi Gotsjoleisjvili (Georgië) waren ook actief op het toernooi.
| Interlands van Heorhij Soedakov voor Oekraïne | Interlands van Heorhij Soedakov voor Oekraïne | Interlands van Heorhij Soedakov voor Oekraïne | Interlands van Heorhij Soedakov voor Oekraïne | Interlands van Heorhij Soedakov voor Oekraïne | Interlands van Heorhij Soedakov voor Oekraïne |
| №                                             | Datum                                         | Wedstrijd                                     | Uitslag                                       | Competitie                                    | Goals                                         |
| Als speler bij Sjachtar Donetsk               | Als speler bij Sjachtar Donetsk               | Als speler bij Sjachtar Donetsk               | Als speler bij Sjachtar Donetsk               | Als speler bij Sjachtar Donetsk               | Als speler bij Sjachtar Donetsk               |
| --------------------------------------------- | --------------------------------------------- | --------------------------------------------- | --------------------------------------------- | --------------------------------------------- | --------------------------------------------- |
| 1                                             | 23 mei 2021                                   | Oekraïne – Bahrein                            | 1 – 1                                         | Vriendschappelijk                             |                                               |
| 2                                             | 3 juni 2021                                   | Oekraïne – Noord-Ierland                      | 1 – 0                                         | Vriendschappelijk                             |                                               |
| 3                                             | 7 juni 2021                                   | Oekraïne – Cyprus                             | 4 – 0                                         | Vriendschappelijk                             |                                               |
| 4                                             | 26 maart 2023                                 | Engeland – Oekraïne                           | 2 – 0                                         | EK 2024 kwalificatie                          |                                               |
| 5                                             | 12 juni 2023                                  | Duitsland – Oekraïne                          | 3 – 3                                         | Vriendschappelijk                             |                                               |
| 6                                             | 16 juni 2023                                  | Noord-Macedonië – Oekraïne                    | 2 – 3                                         | EK 2024 kwalificatie                          |                                               |
| 7                                             | 19 juni 2023                                  | Oekraïne – Malta                              | 1 – 0                                         | EK 2024 kwalificatie                          |                                               |
| 8                                             | 9 september 2023                              | Oekraïne – Engeland                           | 1 – 1                                         | EK 2024 kwalificatie                          |                                               |
| 9                                             | 12 september 2023                             | Italië – Oekraïne                             | 2 – 1                                         | EK 2024 kwalificatie                          |                                               |
| 10                                            | 14 oktober 2023                               | Oekraïne – Noord-Macedonië                    | 2 – 0                                         | EK 2024 kwalificatie                          | 30'                                           |
| 11                                            | 17 oktober 2023                               | Malta – Oekraïne                              | 1 – 3                                         | EK 2024 kwalificatie                          |                                               |
| 12                                            | 20 november 2023                              | Oekraïne – Italië                             | 0 – 0                                         | EK 2024 kwalificatie                          |                                               |
| 13                                            | 21 maart 2024                                 | Bosnië en Herzegovina – Oekraïne              | 1 – 2                                         | EK 2024 kwalificatie                          |                                               |
| 14                                            | 26 maart 2024                                 | Oekraïne – IJsland                            | 2 – 1                                         | EK 2024 kwalificatie                          |                                               |
| 15                                            | 3 juni 2024                                   | Duitsland – Oekraïne                          | 0 – 0                                         | Vriendschappelijk                             |                                               |
| 16                                            | 7 juni 2024                                   | Polen – Oekraïne                              | 3 – 1                                         | Vriendschappelijk                             |                                               |
| 17                                            | 11 juni 2024                                  | Moldavië – Oekraïne                           | 0 – 4                                         | Vriendschappelijk                             | 55'                                           |
| 18                                            | 17 juni 2024                                  | Roemenië – Oekraïne                           | 3 – 0                                         | EK 2024                                       |                                               |
| 19                                            | 21 juni 2024                                  | Slowakije – Oekraïne                          | 1 – 2                                         | EK 2024                                       |                                               |
| 20                                            | 26 juni 2024                                  | Oekraïne – België                             | 0 – 0                                         | EK 2024                                       |                                               |
| 21                                            | 7 september 2024                              | Oekraïne – Albanië                            | 1 – 2                                         | Nations League 2024/25                        |                                               |
| 22                                            | 10 september 2024                             | Tsjechië – Oekraïne                           | 3 – 2                                         | Nations League 2024/25                        | 84'                                           |
| 23                                            | 11 oktober 2024                               | Oekraïne – Georgië                            | 1 – 0                                         | Nations League 2024/25                        |                                               |
| 24                                            | 14 oktober 2024                               | Oekraïne – Tsjechië                           | 1 – 1                                         | Nations League 2024/25                        |                                               |
| 25                                            | 16 november 2024                              | Georgië – Oekraïne                            | 1 – 1                                         | Nations League 2024/25                        |                                               |
| 26                                            | 19 november 2024                              | Albanië – Oekraïne                            | 1 – 2                                         | Nations League 2024/25                        |                                               |
| 27                                            | 20 maart 2025                                 | Oekraïne – België                             | 3 – 1                                         | Nations League 2024/25                        |                                               |
| 28                                            | 23 maart 2025                                 | België – Oekraïne                             | 3 – 0                                         | Nations League 2024/25                        |                                               |
| 29                                            | 7 juni 2025                                   | Canada – Oekraïne                             | 0 – 4                                         | Vriendschappelijk                             |                                               |

Bijgewerkt op 18 juni 2025.

## Erelijst
| Premjer Liha           | 3 | 2021/22, 2022/23, 2023/24 |
| Koebok Oekrajiny       | 2 | 2023/24, 2024/25          |
| Soeperkoebok Oekrajiny | 1 | 2021                      |